# 市橋長利
市橋 長利（いちはし ながとし）は、戦国時代から安土桃山時代にかけての武将。織田信長の家臣。美濃国青柳城主、後に福束城主。通称は九郎右衛門または九郎左衛門、壱岐守。一斎とも号した。

## 略歴
美濃市橋氏は、藤原氏支流（三条家末流）とも清和源氏頼親流ともいうが、美濃国池田郡市橋の庄を領したことからその名がある。美濃斎藤氏が没落するより早くから織田氏に属した。織田信長に仕えた「市橋」某が永禄6年（1563年）4月24日、高木貞久の降伏を信長に仲介している。
信長の入京後、九郎右衛門（長利）は近臣として活躍。信長馬廻だが、西美濃の三人衆に次ぐ存在。
永禄12年（1569年）8月、伊勢大河内城攻めに参加。元亀元年（1570年）6月の近江小谷城攻め、続く佐和山城攻めに参加。元亀2年（1571年）の長島攻め、翌3年（1572年）の小谷城攻め、天正元年（1573年）の浅井家を滅亡させた8月の戦いにも参加した。
天正3年（1575年）11月、信長が嫡男の信忠に家督を譲ると信忠直属となったらしい。
天正6年(1578年)正月、信長の茶事に招かれ、芙蓉の絵を賜る。同年6月、信忠の命令で播磨国の砦の警護に置かれた。
天正8年（1580年）、信長より米銭の債権を安堵されたときに、「壱斎（一斎）」と号している。
本能寺の変では明智光秀に呼応せず織田方となり、羽柴秀吉が台頭すると秀吉に従って、天正12年（1584年）2月に河内国交野郡星田庄や美濃池田郡などの所領を安堵された。
天正13年（1585年）3月13日に死去。享年73。法名を節爺宗竹、京都紫野にある大徳寺の塔頭・総見院に葬られた。跡は嫡男の長勝が継いだ。

## 系譜
- 父：市橋利尚[6][8]または市橋時盛（晴盛、兵庫允）[9]
- 正室：某氏、一説に前田利昌娘
  - 長男：市橋長勝（1557-1620）
- 生母不明の子女
  - 女子：林右衛門左衛門某室 - 子の長政が養嗣子となって長勝の跡を継ぐ。